# Bangladesh Football Premier League
Bangladesh Premier League (football), dřívějším názvem Bangladesh League, je nejvyšší fotbalová liga na území Bangladéše. Soutěž byla založena v roce 2007 a navazuje tak na poloprofesionální ligu existující v letech 2000–2006. Účastní se jí 13 týmů a je pořádána fotbalovou federací Bangladéše.
Úřadujícím mistrem je Bashundhara Kings, rekordmanem soutěže je se sedmi tituly Abahani Limited Dhaka.

## Přehled vítězů
Zdroj: 
- 2000: Abahani Limited Dhaka
- 2001/02: Mohammedan Sporting Club
- 2003: Muktijoddha Sangsad KC
- 2004: Brothers Union
- 2005/06: Mohammedan Sporting Club
- 2007: Abahani Limited Dhaka
- 2008/09: Abahani Limited Dhaka
- 2009/10: Abahani Limited Dhaka
- 2010/11: Sheikh Jamal Dhanmondi Club
- 2012: Abahani Limited Dhaka
- 2012/13: Sheikh Russel KC
- 2013/14: Sheikh Jamal Dhanmondi Club
- 2015: Sheikh Jamal Dhanmondi Club
- 2016: Abahani Limited Dhaka
- 2017/18: Abahani Limited Dhaka
- 2018/19: Bashundhara Kings

## Nejlepší kluby v historii - podle počtu titulů
Zdroj: 
| Vítězové nejvyšší ligové soutěže |        |                                          |
| Klub                             | Tituly | Vítězné ročníky                          |
| Abahani Limited Dhaka            | 7      | 2000, 2007, 2009, 2010, 2012, 2016, 2018 |
| Sheikh Jamal Dhanmondi Club      | 3      | 2011, 2014, 2015                         |
| Mohammedan Sporting Club         | 2      | 2002, 2006                               |
| Muktijoddha Sangsad KC           | 1      | 2003                                     |
| Brothers Union                   | 1      | 2004                                     |
| Sheikh Russel KC                 | 1      | 2013                                     |
| Bashundhara Kings                | 1      | 2019                                     |